# Çamlıgöze-Talsperre
Die Çamlıgöze-Talsperre (türkisch Çamlıgöze Barajı) befindet sich 7 km nördlich von Suşehri in der nordtürkischen Provinz Sivas am Mittellauf des Kelkit Çayı.
Die Çamlıgöze-Talsperre wurde in den Jahren 1988–1998 unterhalb der Kılıçkaya-Talsperre errichtet.
Sie wird von der staatlichen Wasserbehörde DSİ betrieben und dient hauptsächlich der Energieerzeugung.
Das Absperrbauwerk der Talsperre ist ein Steinschüttdamm mit einem Lehmkern.
Der Staudamm hat eine Höhe von 32 m und besitzt ein Volumen von 2,2 Mio. m³. Der zugehörige etwa 7 km lange Stausee besitzt eine Wasserfläche von 5 km² und ein Speichervolumen von 59 Mio. m³.
Das Wasserkraftwerk der Çamlıgöze-Talsperre verfügt über eine installierte Leistung von 33 Megawatt. Die durchschnittliche Jahresenergieerzeugung liegt bei 102 GWh.